# Wasiutyńce
Wasiutyńce (ukr. Васютинці) – wieś na Ukrainie, w obwodzie winnickim, w rejonie żmeryńskim, w hromadze Bar.
Znajduje tu się przystanek kolejowy Wasiutynci, położony na linii Odessa – Lwów.

## Historia
Wieś bojarska Wasiutynce położona była w pierwszej połowie XVII wieku w starostwie niegrodowym barskim w województwie podolskim.
W XIX i w początkach XX w. położone były w Rosji, w guberni podolskiej, w powiecie lityńskim. Po I wojnie światowej w granicach Związku Sowieckiego. Od 1991 na niepodległej Ukrainie.
Do 2020 w rejonie barskim.